# أمجاو
أمجاو هي جماعة قروية مغربية تقع بإقليم الدريوش التابع لجهة الشرق، أحدثت بموجب التقسيم الإداري لسنة 1992، تبلغ مساحتها: 121 كلم2. وتحد شمالا، على البحر الأبيض المتوسط، وجنوبا على جماعتي آيت مايت ودار الكبداني، وشرقا على جماعتي إعزانن وآيت سيدال، وغـربا على جماعة دار الكبداني.
وتتكون من 13 دائرة انتخابية، ويقوم بتسيير شؤونها مجلس يتكون من 13 عضوا، من بينهم الرئيس وثلاثة نواب.
وتتميز بطقس معتدل، يبلغ معدل التساقطات المطرية فيها حوالي: 280 ميليمتر في السنة. أما فيما يخص درجات الحرارة المسجلة فيها، فتتراوح بين: 3 درجات (الحرارة الدنيا) و37 درجة (الحرارة العليا).
ـ جماعة: مثل باقي الجماعات المشكلة لقبيلة بني سعيد، يغلب عليها النشاط الفلاحي، غير أن توفرها على ميناء بوندوحة يجعل منها قرية نشيطة في مجال الصيد البحري، كما أن توفرها على حوالي 16 كيلومتر من الشواطئ يجعل مستقبلها منصب نحو انعاش القطاع السياحي.
ويبلغ عدد سكانها حوالي: 8.000 نسمة.

## التقسيم الإداري
من بين القرى والدواوير المكونة لجماعة نجد:
إعبدونن، أفزا، آيث زنشت، إعلوانن، أيناون أولاد ادريس، بوجنيبا، بورمانا، إصلحيون، شملالة، بوندوحة، إيايسري.ادرحويان.عين كرموس. إمصودن، إموصاتن، إزعومن، لعزيب، لكديرة(lagdira)، المصارات، ماورو، أولاد حدو فارس، أولاد لحساين، سعدان، تفرحونت، تليوين، تغببين، تيزي، تخابشت، تماسينت، ثوجويران، ثاربيبين، ثحماشث، رخياباث، ثعيشوث، اولادعبد الله.اولادالزهرائ.
اشنطيون.اشبابن اشعطاف.